# Fortuna '54 in het seizoen 1955/56
Het seizoen 1955/1956 was het tweede jaar in het bestaan van de Geleense betaaldvoetbalclub Fortuna '54. De club kwam uit in de Nederlandse Hoofdklasse A en eindigde daarin op de derde plaats, dit betekende dat de club in het nieuwe seizoen uitkwam in de Eredivisie.

## Wedstrijdstatistieken

### Hoofdklasse A
|       | ADO   | Ajax  | Amsterdam | DOS   | EBOH  | Eindhoven | Excelsior | HVC   | Limburgia | NAC   | NOAD  | Rigtersbleek | Roda Sport | Sparta | Stormvogels | Vitesse | VVV   |
| ----- | ----- | ----- | --------- | ----- | ----- | --------- | --------- | ----- | --------- | ----- | ----- | ------------ | ---------- | ------ | ----------- | ------- | ----- |
| Thuis | 0 – 1 | 1 – 2 | 0 – 3     | 3 – 3 | 1 – 1 | 1 – 1     | 5 – 1     | 0 – 0 | 2 – 0     | 0 – 1 | 1 – 1 | 4 – 1        | 2 – 2      | 3 – 1  | 1 – 0       | 1 – 0   | 2 – 3 |
| Uit   | 0 – 2 | 1 – 4 | 0 – 5     | 0 – 0 | 1 – 6 | 0 – 0     | 2 – 3     | 0 – 0 | 0 – 0     | 1 – 1 | 0 – 1 | 1 – 3        | 2 – 3      | 2 – 1  | 1 – 5       | 0 – 3   | 2 – 2 |

## Statistieken Fortuna '54 1955/1956

### Eindstand Fortuna '54 in de Nederlandse Hoofdklasse A 1955 / 1956
| Stand | Gespeeld | Gewonnen | Gelijk | Verloren | Punten | Doelpunten voor | Doelpunten tegen |
| ----- | -------- | -------- | ------ | -------- | ------ | --------------- | ---------------- |
| 3e    | 34       | 16       | 12     | 6        | 44     | 66              | 34               |

### Topscorers
| Competitie \| # \| Naam \| \| \| -------------- \| ------------------- \| -- \| \| 1. \| Henk Angenent \| 16 \| \| 2. \| Bram Appel \| 15 \| \| 3. \| Wim Huis \| 9 \| \| 4. \| André Hofman \| 7 \| \| 4. \| André Ravestijn \| 7 \| \| 6. \| Bart Carlier \| 5 \| \| 7. \| Jo Dingena \| 1 \| \| 7. \| Cor van der Hart \| 1 \| \| 7. \| Jan Notermans \| 1 \| \| 7. \| Arie Pieneman \| 1 \| \| 7. \| Willy Schmidt \| 1 \| \| 7. \| Jeu Voncken \| 1 \| \| Eigen doelpunt \| \| \| \| 1. \| Harrie Steegh (VVV) \| 1 \| \| Totaal \| Totaal \| 66 \| |                     |      |
| # | Naam                | Goal |
| 1. | Henk Angenent       | 16   |
| 2. | Bram Appel          | 15   |
| 3. | Wim Huis            | 9    |
| 4. | André Hofman        | 7    |
| 4. | André Ravestijn     | 7    |
| 6. | Bart Carlier        | 5    |
| 7. | Jo Dingena          | 1    |
| 7. | Cor van der Hart    | 1    |
| 7. | Jan Notermans       | 1    |
| 7. | Arie Pieneman       | 1    |
| 7. | Willy Schmidt       | 1    |
| 7. | Jeu Voncken         | 1    |
| Eigen doelpunt |                     |      |
| 1. | Harrie Steegh (VVV) | 1    |
| Totaal | Totaal              | 66   |